# إيمي تشاريتي
إيمي تشاريتي (بالإنجليزية: Amy Charity)‏ هي دراجة أمريكية، ولدت في 25 نوفمبر 1976.

## وصلات خارجية
- إيمي تشاريتي على موقع الاتحاد الدولي للدراجات (الإنجليزية)
- إيمي تشاريتي على موقع إحصائيات الدراجات الإحترافية (الإنجليزية)
- إيمي تشاريتي على موقع نسبة الدراجات (الإنجليزية)